# Pusztatopa
Pusztatopa (románul: Topa Mică) falu Romániában, Erdélyben, Kolozs megyében.

## Fekvése
Kolozsvártól 24 km-re északnyugatra, a Meszesi-Zilahi út (DN1F) Kolozs megyében levő legmagasabb pontján, 480 méter magasságban fekvő település, melyet egykor Erdély határának tekintettek.

## Története
Pusztatopa, Topa nevét 1324-ben említette először oklevél Tupa alakban.
Későbbi névváltozatai: 1408-ban p.  Thopa,  1808-ban Topa h., 1854-ben Puszta Topa, Topa, 1913-ban Pusztatopa.
Tupa a Mikolafiak birtoka volt, és az 1341 évi birtokmegosztáskor a falu egy része Ábrahám és Székely Pál házával Demeter fiaié lett.
A falu volt színhelye annak a csatának is, amelyet Károly Róbert király hadvezére, Debreceni Dózsa erdélyi vajda a hozzá csatlakozott erdélyi nemesekkel a „hőtlen” Majos fia Majossal szemben 1316-ban vívott.
1341-ben Szentmihálytelke szomszédja volt (Gy 3: 377).
1526-ban p. Topának több birtokosa is volt; a Tamásfalvi ~ Bikali, Tamásfalvi Vitéz, Túri, Bánffy, Farnasi ~ Farnasi Veres, Szentmihálytelki Tompa, Nagyvölgyi, Jaksics, Pongrácz, Nagyfalusi Marton, Valkai, Boczi, majd Corvin János volt birtokosa.
1630-ban Rákóczi György és Bethlen István itt, Topa határában megállapodtak, hogy kettőjük között új fejedelemválasztás döntsön.
A trianoni békeszerződés előtt Kolozs vármegye Nádasmenti járásához tartozott.
1910-ben 531 lakosából 513 román, 7 magyar volt. Ebből 502 görögkatolikus volt.
A 2002-es népszámláláskor 278 lakosa közül 241 fő (86,7%) román, 36 (12,9%) cigány, 1 (0,4%)magyar volt.

## Források

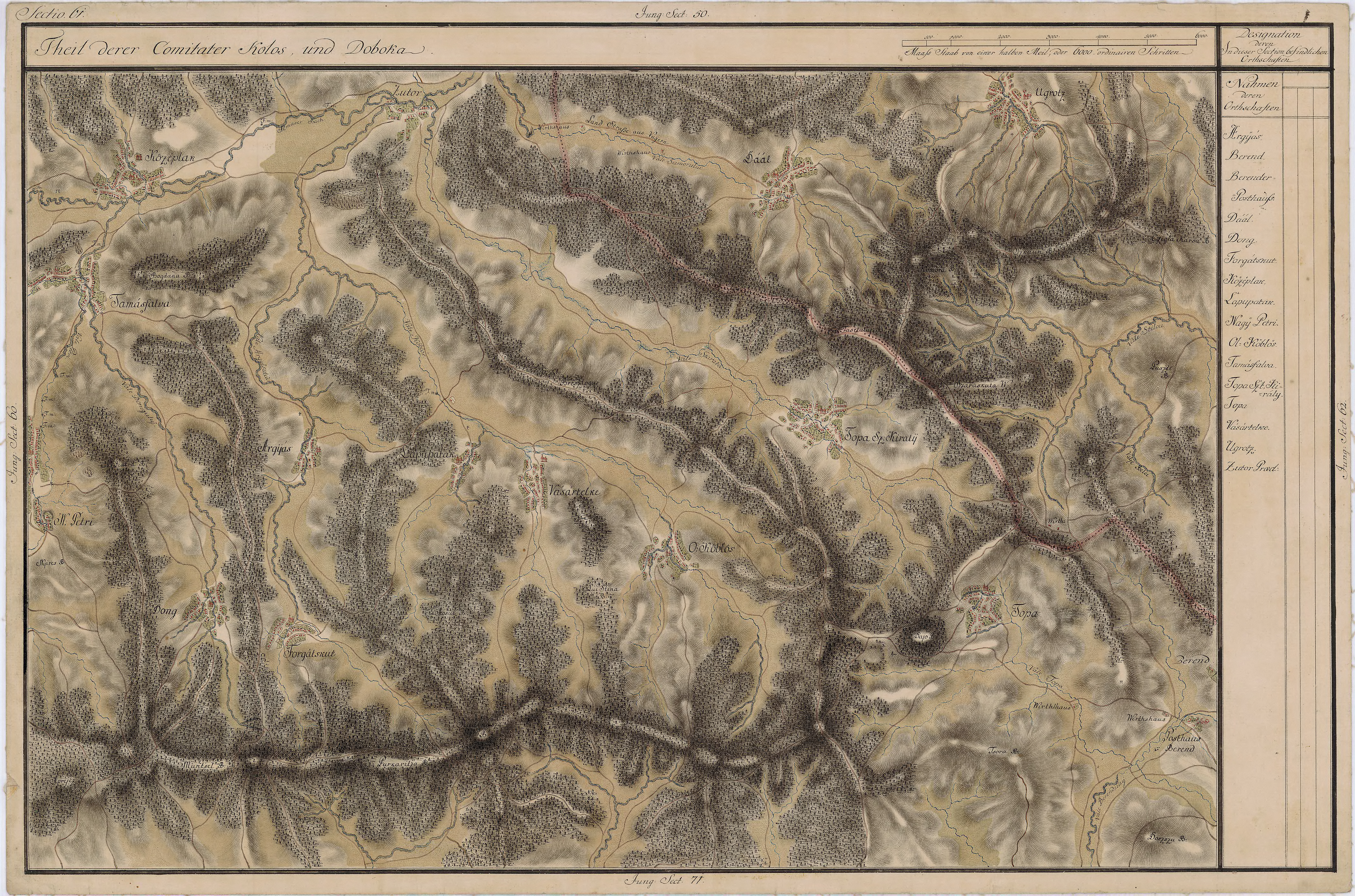
Pusztatopa egy régi térképen